# 高坝街道
高坝街道，是中华人民共和国四川省泸州市龙马潭区曾经下辖的一个街道。

## 行政区划
高坝街道下辖以下地区：
临江宛社区和化工宛社区。